# プトレマイオス10世
プトレマイオス10世アレクサンドロス1世（希：Πτολεμαίος Ι' Αλέξανδρος、英：Ptolemy X Alexander I、? - 紀元前88年）は、古代エジプト、プトレマイオス朝のファラオ（在位：紀元前110年 - 紀元前109年、紀元前107年 - 紀元前88年）。父はプトレマイオス8世フュスコン、母はクレオパトラ3世。兄プトレマイオス9世ラテュロスと王位を争った。

## 生涯
紀元前116年、クレオパトラ3世は、夫フュスコンの死後、共同統治者としてプトレマイオス10世（以下アレクサンドロス）を指名しようとしたが、アレクサンドリア市民が年長の子プトレマイオス9世（以下ラテュロス）の擁立を要求したため、仕方なくラテュロスをファラオとした。しかし、ラテュロスとクレオパトラ3世の対立は深まり、紀元前110年に、ラテュロスがクレオパトラ暗殺を謀っているとしてラテュロスは廃位され、アレクサンドロスが擁立された。
アレクサンドロス自身も母と対立するようになり、紀元前109年には再びクレオパトラはラテュロスを復位させ、紀元前107年に再びアレクサンドロスを即位させるという混乱が続いた。アレクサンドロスは母を暗殺し（紀元前101年）、兄と和解しその娘ベレニケ3世と結婚した。
紀元前88年、テーベで原住民の反乱が発生し、軍の維持費を賄うためにアレクサンドリアにあったアレクサンドロス3世（大王）の墓から財宝を略奪した。これが臣民の反感をかい、不人気であった王は逃亡したが殺害された。このため、兄ラテュロスが復位する事となった。